# فلاونول

جز اصلی تکرار شونده در فلاونول‌ها.

فلاونول‌ها(به انگلیسی: Flavonols) دسته‌ای از ترکیبات زردینه است که در آن ساختار ۳-هیدوروکسی فلاون به طور مشترک وجود داشته باشد. این ترکیبات در بسیاری از میوه‌ها و سبزیجات قابل یافتن است.

## فلاونول‌ها
class="wikitable    "

## فلاونول گلیگوزیدها
class="wikitable    "